# Manacor (Gerichtsbezirk)
Der Gerichtsbezirk Manacor ist einer der sechs Gerichtsbezirke in der autonomen Gemeinschaft Balearische Inseln.
Der Bezirk umfasst 15 Gemeinden auf einer Fläche von 1.346,84 km² mit dem Hauptquartier in Manacor.

## Gemeinden
| Gemeinde                   | Einwohner (2024) | Fläche km² | Dichte Einw./km² | Cod INE | Postleitzahl                     |
| -------------------------- | ---------------- | ---------- | ---------------- | ------- | -------------------------------- |
| Ariany                     | 1.018            | 23,14      | 44               | 07901   | 07529                            |
| Artà                       | 8.387            | 139,79     | 60               | 07006   | 07570                            |
| Campos                     | 12.163           | 149,69     | 81               | 07013   | 07630, 07639                     |
| Capdepera                  | 12.860           | 54,92      | 234              | 07014   | 07580                            |
| Felanitx                   | 18.850           | 169,79     | 111              | 07022   | 07200                            |
| Manacor                    | 47.777           | 260,31     | 184              | 07033   | 07500, 07509, 07680, 07687–07689 |
| Montuïri                   | 3.216            | 41,13      | 78               | 07038   | 07230                            |
| Petra                      | 3.184            | 70,04      | 45               | 07041   | 07520                            |
| Porreres                   | 5.888            | 86,91      | 68               | 07043   | 07260                            |
| Sant Joan                  | 2.228            | 38,54      | 58               | 07049   | 07240                            |
| Sant Llorenç des Cardassar | 9.331            | 82,08      | 114              | 07051   | 07530                            |
| Santanyí                   | 12.887           | 124,86     | 103              | 07057   | 07650                            |
| Ses Salines                | 5.129            | 39,12      | 131              | 07059   | 07638, 07640                     |
| Son Servera                | 12.261           | 42,56      | 288              | 07062   | 07550, 07559, 07560              |
| Vilafranca de Bonany       | 3.816            | 23,96      | 159              | 07065   | 07250                            |
| Gerichtsbezirk Manacor     | 158.995          | 1.346,84   | 118              | –       | –                                |